# Rennweg (Arnsberger Wald)
Der Rennweg ist ein alter Handelsweg, der über den Höhenzug südlich der Möhne im Arnsberger Wald verläuft. Als Sauerländer Rennweg (X 26) bezeichnet, führt die Hauptwanderstrecke des Sauerländischen Gebirgsvereins im West-Ost-Verlauf über die gleiche Trasse.

## Der historische Handelsweg
Der Anfang des Rennweges liegt westlich vom Torhaus am Ufer des Möhnesees. Von diesem Punkt aus kann der Wanderer längs des leicht ansteigenden Höhenzugs durch den Arnsberger Wald bis nach Hirschberg, einem Ortsteil von Warstein, wandern.
Der Rennweg verläuft südlich parallel zum Haarstrang, der im Raum Soest die Grenze der norddeutschen Tiefebene zu den Mittelgebirgen bildet.
Nördlich der Möhne auf dem Haarstrang liegt der alte Handelsweg Haarweg und südlich des Rennwegs zwischen Hirschberg, Warstein und dem Ruhrtal liegt auf der Kammlinie der höher gelegene Plackweg.

## Die Hauptwanderstrecke des SGV
Als Sauerländer Rennweg (X 26) wird der gut 103 km langer Wanderweg des Sauerländischen Gebirgsvereins (SGV) auf gleicher Trasse bezeichnet. Er führt im  West-Ost-Verlauf von Neheim über Torhaus, Forsthaus Rißmecke, Warstein, Rüthen, Meiste, Büren, die Wewelsburg, Gellinghausen und das Schloss Hamborn nach Paderborn.
Der Wanderweg fällt in die Kategorie der Hauptwanderstrecken des SGV und besitzt wie auch all die anderen Hauptwanderstrecken als Wegzeichen das weiße Andreaskreuz X, an Kreuzungspunkten um die Zahl 26 erweitert.
Am Möhnesee schließt der Möhne-Westerwald-Weg (X 24) in Nord-Süd-Richtung an.